# La Croix-en-Touraine
La Croix-en-Touraine è un comune francese di 2 288 abitanti situato nel dipartimento dell'Indre e Loira nella regione del Centro-Valle della Loira.

## Società

### Evoluzione demografica
Abitanti censiti